# Східне Сараєво

Положення Східного Сараєва у межах Боснії і Герцеговини

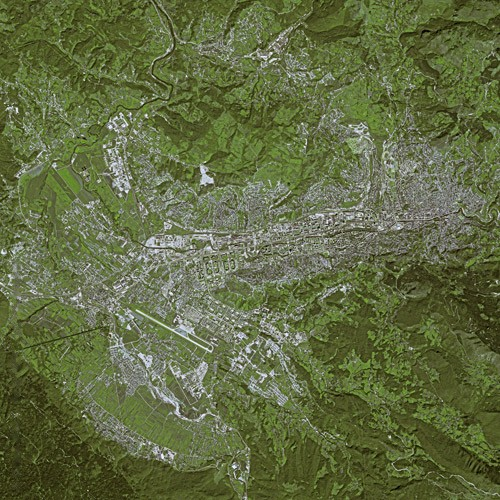
Вигляд Сараєва і Східного Сараєва із супутника SPOT

Схі́дне Сара́єво (серб. Источно Сарајево, англ. East Sarajevo, до 2004 — Се́рбське Сара́єво (серб. Srpsko Sarajevo) — «місто» (фактично міський округ, що являє собою сукупність невеликих міст, сіл і передвоєнних передмість Сараєва) у Боснії і Герцеговині, яке до березня 2009 р. було де-юре столицею Республіки Сербської як складової частини конфедерації Боснії і Герцеговини. Прилягає до столиці Боснії і Герцеговини міста Сараєво з північного сходу. Східне Сараєво складається з кількох передвоєнних приміських частин Сараєво, які опинилися під владою Республіки Сербської, та нещодавно забудованих районів. Маючи площу близько 1450 кв. км, це територіально одне з найбільших міст на Балканах, куди зараховано всі містечка, села, деякі з передвоєнних сараєвських передмість і навіть пагорби в цій місцевості. На січень 2009 населення цього міського округу становило близько 65 000 осіб.

## Адміністративний поділ
Міський округ Східне Сараєво складається із 6 боснійських громад: 
- Істочні-Старі-Град
- Істочно-Ново-Сараєво
- Істочна-Іліджа
- Трново
- Пале
- Соколац

## Історія
У роки Боснійської війни з 1992 до 1995 рр. одна з адміністративних частин Східного Сараєва — містечко Пале — була місцем перебування уряду боснійських сербів. Однак із 1998 р. адміністративний центр республіки знаходиться у Бані-Луці.